# Letonia en los Juegos Olímpicos
Letonia en los Juegos Olímpicos está representada por el Comité Olímpico Letón, miembro del Comité Olímpico Internacional desde el año 1991.
Los deportistas letones han competido bajo diferentes banderas: entre 1924 y 1936 bajo la bandera de Letonia, de 1952 a 1988 bajo la bandera de la Unión Soviética y a partir de 1992 nuevamente como Letonia.
Ha participado en 13 ediciones de los Juegos Olímpicos de Verano, su primera presencia tuvo lugar en París 1924. El país ha obtenido un total de 21 medallas en las ediciones de verano: 4 de oro, 11 de plata y 6 de bronce.
En los Juegos Olímpicos de Invierno ha participado en 12 ediciones, siendo Chamonix 1924 su primera aparición en estos Juegos. El país ha conseguido un total de 10 medallas en las ediciones de invierno: 1 de oro, 3 de plata y 6 de bronce.

## Medalleros

### Por edición
| Evento              | Oro | Plata | Bronce | Total |
| ------------------- | --- | ----- | ------ | ----- |
| París 1924          | 0   | 0     | 0      | 0     |
| Ámsterdam 1928      | 0   | 0     | 0      | 0     |
| Los Ángeles 1932    | 0   | 1     | 0      | 1     |
| Berlín 1936         | 0   | 1     | 1      | 2     |
| 1948 – 1988         | –   | –     | –      | –     |
| Barcelona 1992      | 0   | 2     | 1      | 3     |
| Atlanta 1996        | 0   | 1     | 0      | 1     |
| Sídney 2000         | 1   | 1     | 1      | 3     |
| Atenas 2004         | 0   | 4     | 0      | 4     |
| Pekín 2008          | 1   | 1     | 1      | 3     |
| Londres 2012        | 1   | 0     | 1      | 2     |
| Río de Janeiro 2016 | 0   | 0     | 0      | 0     |
| Tokio 2020          | 1   | 0     | 1      | 2     |
| París 2024          | 0   | 0     | 0      | 0     |
| TOTAL               | 4   | 11    | 6      | 21    |

| Evento                      | Oro | Plata | Bronce | Total |
| --------------------------- | --- | ----- | ------ | ----- |
| Chamonix 1924               | 0   | 0     | 0      | 0     |
| Sankt-Moritz 1928           | 0   | 0     | 0      | 0     |
| Lake Placid 1932            | –   | –     | –      | –     |
| Garmisch-Partenkirchen 1936 | 0   | 0     | 0      | 0     |
| 1948 – 1988                 | –   | –     | –      | –     |
| Albertville 1992            | 0   | 0     | 0      | 0     |
| Lillehammer 1994            | 0   | 0     | 0      | 0     |
| Nagano 1998                 | 0   | 0     | 0      | 0     |
| Salt Lake City 2002         | 0   | 0     | 0      | 0     |
| Turín 2006                  | 0   | 0     | 1      | 1     |
| Vancouver 2010              | 0   | 2     | 0      | 2     |
| Sochi 2014                  | 1   | 1     | 3      | 5     |
| Pyeongchang 2018            | 0   | 0     | 1      | 1     |
| Pekín 2022                  | 0   | 0     | 1      | 1     |
| TOTAL                       | 1   | 3     | 6      | 10    |

### Por deporte
| Evento            | Oro | Plata | Bronce | Total |
| ----------------- | --- | ----- | ------ | ----- |
| Atletismo         | 0   | 4     | 1      | 5     |
| Baloncesto        | 1   | 0     | 0      | 1     |
| Ciclismo          | 2   | 0     | 1      | 3     |
| Gimnasia          | 1   | 1     | 0      | 2     |
| Halterofilia      | 0   | 1     | 2      | 3     |
| Judo              | 0   | 0     | 1      | 1     |
| Lucha             | 0   | 1     | 0      | 1     |
| Pentatlón moderno | 0   | 1     | 0      | 1     |
| Piragüismo        | 0   | 2     | 0      | 2     |
| Tiro              | 0   | 1     | 0      | 1     |
| Vóley playa       | 0   | 0     | 1      | 1     |
| TOTAL             | 4   | 11    | 6      | 21    |

| Evento    | Oro | Plata | Bronce | Total |
| --------- | --- | ----- | ------ | ----- |
| Bobsleigh | 1   | 0     | 2      | 3     |
| Luge      | 0   | 1     | 4      | 5     |
| Skeleton  | 0   | 2     | 0      | 2     |
| TOTAL     | 1   | 3     | 6      | 10    |